# Fannia prisca
Fannia prisca är en tvåvingeart som beskrevs av Stein 1918. Fannia prisca ingår i släktet Fannia och familjen takdansflugor. Inga underarter finns listade i Catalogue of Life.